# The Rebel

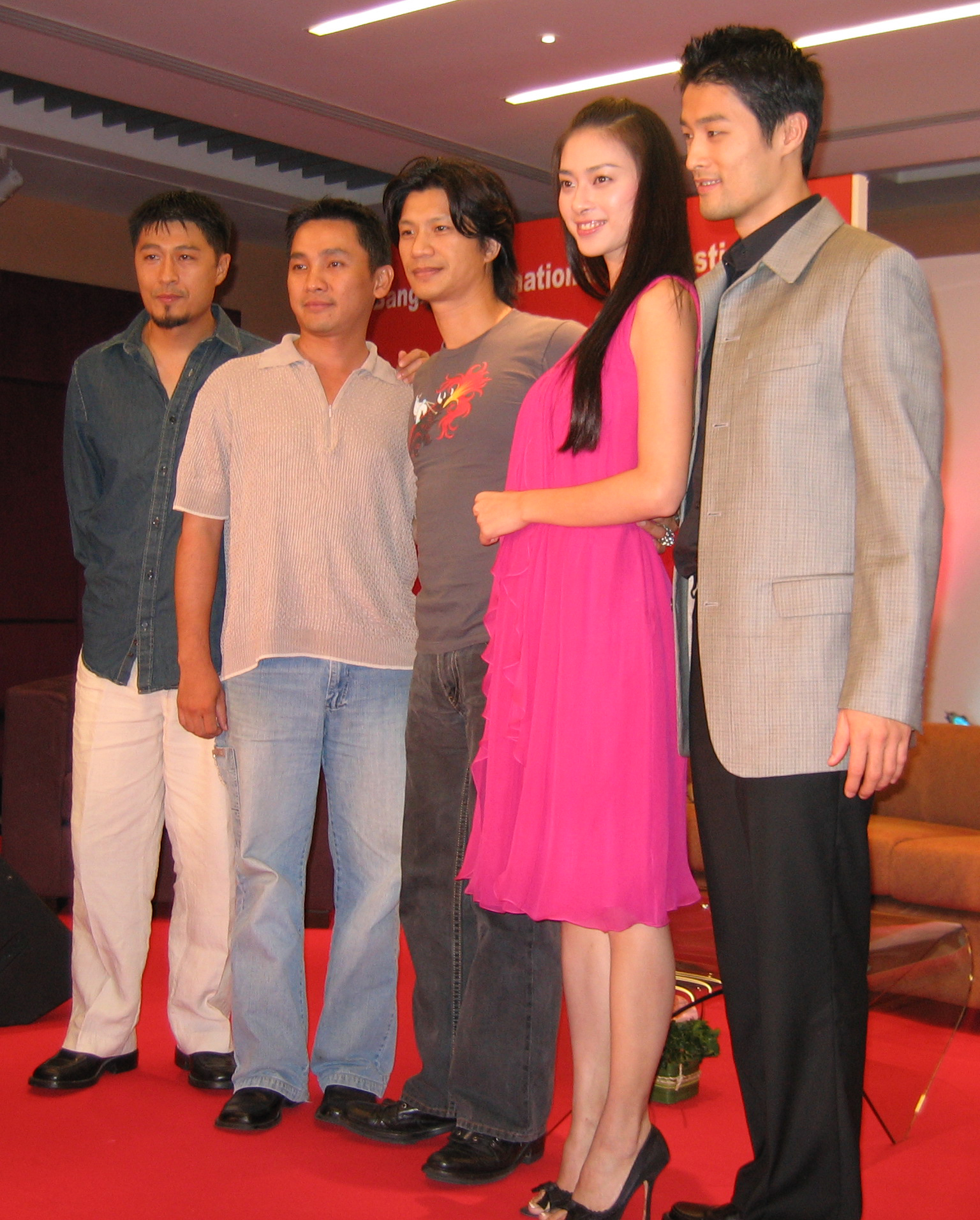
Från vänster: regissör Charlie Nguyen, producent Jimmy Pham Nghiem och skådespelarna Dustin Nguyen, Ngô Thanh Vân och Johnny Tri Nguyen.

The Rebel (vietnamesiska: Dòng Máu Anh Hùng) är en vietnamesisk film från 2007 regisserad av Truc "Charlie" Nguyen.

## Handling
Handlingen äger rum 1922 då Vietnam är en del av Franska Indokina och ett uppror mot fransmännen pågår. En vietnamesisk man är agent för Frankrike och får i uppdrag att döda ledaren för motståndsrörelsen. Efter att ha förälskat sig i dottern till ledaren för upprorsmännen byter han sida och blir själv jagad av fransmännen.

## Om filmen
Filmen är inspelad i Vietnam och hade premiär vid VC Film Festival i maj 2007.

## Rollista
- Johnny Nguyen – Le Van Cuong
- Thanh Van Ngo – Vo Thanh Thuy
- Dustin Nguyen – Sy
- Thang Nguyen – Hua Danh
- Chanh Tin Nguyen – Cuongs pappa
- Stephane Gauger – Derue
- David Minetti – Tessier
- Van Day Nguyen – De Canh
- Huu Hau Nguyen mullvaden
- Bui Thi Noan – flickans mamma